# Talavera (Nueva Ecija)
Talavera is een gemeente in de Filipijnse provincie Nueva Ecija op het eiland Luzon. Bij de laatste census in 2007 had de gemeente ruim 105 duizend inwoners.

## Geografie

### Bestuurlijke indeling
Talavera is onderverdeeld in de volgende 53 barangays:
| - Andal Alino - Bagong Sikat - Bagong Silang - Bakal I - Bakal II - Bakal III - Baluga - Bantug - Bantug Hacienda - Bantug Hamog - Bugtong na Buli - Bulac - Burnay - Caaniplahan - Cabubulaonan - Calipahan - Campos - Caputican | - Casulucan Este - Collado - Dimasalang Norte - Dimasalang Sur - Dinarayat - Esguerra District - Gulod - Homestead I - Homestead II - Kinalanguyan - La Torre - Lomboy - Mabuhay - Maestrang Kikay - Mamandil - Marcos District - Matingkis - Minabuyoc | - Pag-asa - Paludpod - Pantoc Bulac - Pinagpanaan - Poblacion Sur - Pula - Pulong San Miguel - Purok Matias - Sampaloc - San Miguel na Munti - San Pascual - San Ricardo - Sibul - Sicsican Matanda - Tabacao - Tagaytay - Valle |

## Demografie
Talavera had bij de census van 2007 een inwoneraantal van 105.122 mensen. Dit zijn 7.793 mensen (8,0%) meer dan bij de vorige census van 2000. De gemiddelde jaarlijkse groei komt daarmee uit op 1,07%, hetgeen lager is dan het landelijk jaarlijks gemiddelde over deze periode (2,04%). Vergeleken met de census van 1995 is het aantal mensen met 19.325 (22,5%) toegenomen.

De bevolkingsdichtheid van Talavera was ten tijde van de laatste census, met 105.122 inwoners op 140,92 km², 608,8 mensen per km².